# ثوم عسيري
ثوم عسيري (الاسم العلمي: Allium asirense) هو نوع من النباتات يتبع جنس الثوم من فصيلة النرجسية. سمي هذا النوع نسبةً إلى منطقة عسير في شبه الجزيرة العربية.